# Ігрова комісія Бельгії
Ігрова комісія Бельгії (фр. Commission des jeux de Hasard) — бельгійська державна комісія, створена 7 травня 1999 року з метою захисту прав гравців та регулювання азартних ігор. Комісія має консультувати уряд та парламент, видавати дозволи та проводити перевірки щодо дотримання законів. Комісія керується Федеральною державною службою юстиції Бельгії.
Комісія видає ліцензії для наземних та онлайн-казино, реальних і віртуальних ігрових автоматів, персоналу гральних закладів, постачальників обладнання, реальних та віртуальних торгових точок, а також телефонних та медіа-ігор. Вона також діє як моніторинговий та дисциплінарний орган. Комісія також регулярно перевіряє різні заклади й може штрафувати правопорушників.
З 2012 року Ігрова комісія щомісяця публікує чорний список, що містить ігрові сайти, заборонені в Бельгії. Місцеві провайдери повинні блокувати доступ до цих сайтів для бельгійських відвідувачів. Таким чином, Ігрова комісія намагається попередити азартні ігри в Інтернеті на неліцензійних ігрових сайтах.

## Закон про азартні ігри
Суть Закону від 7 травня 1999 року про азартні ігри, ставки, ігрові заклади та захист гравців (Ігровий закон) полягає в тому, що азартні ігри заборонені, за винятком випадків, передбачених законом. Ці винятки регулюються системою дозволів. У разі порушення Закону можливе кримінальне переслідування винуватців. Комітет уповноважений накласти відповідну санкцію. Санкції можуть варіюватися від попередження, до зупинення роботи декількох машин або відкликання ліцензії. Ігрова комісія також може накладати адміністративні штрафи на гравців та організаторів, якщо прокурор вирішить не притягати їх до відповідальності.
Ігрова комісія також керує системою самовиключення, списком осіб, яким заборонено грати в азартні ігри. До нього входять як, яким заборонено грати через професію (наприклад, поліцейські, судді), так і гравці, що мають залежності й самі внесли себе до списку або були включені до нього з ініціативи члена сім'ї.
Перш ніж новий тип ігрових автоматів можна буде використовувати на бельгійському ринку, його має перевірити комісія. Перевіряється, чи відповідає машина правилам щодо видачі призів, також розраховується контрольна сума програмного забезпечення, щоб оператор міг перевірити машину, щоб перевірити, чи програмне забезпечення є оригінальним.
Наприкінці 2020 року Комісія разом з Вищою футбольною лігою Бельгії розробила правила щодо розміщення реклами азартних ігор. Правила заборонили клубам ліги укладати контракти з ігровими операторами, що не мають бельгійських ліцензій. Клуби мають повідомляти регулятора про всі контракти зі спонсорства, а регулятор інформуватиме лігу про порушення операторів чи анулювання ліцензій. Також правила вимагають, щоб реклама не містила спонукання до азартних ігор.

## Види дозволів
- до казино (ліцензія А)
- у залах ігрових автоматів (ліцензія B)
- в кафе (дозвіл С)
- персоналу казино, торгових точок та ігрових автоматів (ліцензія D)
- постачальникам та ремонтникам ігрових автоматів (ліцензія E)
- для організації ставок (ліцензія F1)
- для прийому ставок (ліцензія F2)
- для організації бульбашкових ігор (дозвіл G1)
- для організації медіа-ігор (ліцензія G2)
- для власників ліцензій A, B і F1 для здійснення реальних азартних ігор через Інтернет (ліцензії A +, B + та F1 +)

У разі порушення Закону про азартні ігри комісія може призупинити або назавжди відкликати ліцензії.

## Голова
Ігрову комісію очолює Етьєн Маріке. Голова має у підпорядкуванні представників шести міністрів.